# Крашенинников, Сергей Петрович
Серге́й Петро́вич Крашени́нников (14 августа 1811 — 21 апреля 1870) — русский писатель, офицер Российского императорского флота.

## Биография
21 марта (2 апреля) 1823 года поступил кадетом в Морской корпус. 5 (17) июля 1825 года был произведен в гардемарины.
В кампанию 1827 года находился на линейном корабле «Иезекиль» в плаваниях от Кронштадта до Портсмута и обратно. 25 апреля (7 мая) 1828 года был произведён в мичманы и оставлен в офицерском классе.
В 1829 и 1830 годах принимал участие в крейсерских плаваниях в Балтийском и Немецком морях на линейном корабле «Сысой Великий» и бриге «Аякс». В 1831 году служил на фрегате мария в плаваниях в Ботническом заливе и 31 декабря 1831 (12 января 1832) года был произведён в лейтенанты.
В 1832 году совершил переход их Архангельска в Кронштадт на фрегате «Кастор». С 1833 по 1835 год находился в крейсерских плаваниях в Балтийском море на фрегате «Ольга» и корабле «Владимир», а 1836 году принимал участие в плаваниях в Финском заливе на корабле «Император Пётр I».
С 1837 по 1843 год ежегодно принимал участие в гидрографических работах в Финском заливе в составе отряда М. Ф. Рейнеке, в том числе в 1842 и 1843 годах командовал в составе отряда шхуной «Снег», а 6 (18) декабря 1842 года был произведён в капитан-лейтенанты.
В кампанию 1844 года на колёсном пароходофрегате «Богатырь» принимал участие в плавании по портам Пруссии. В 1846 году, командуя почтовым пароходом Владимир, совершал на нём плавания между Кронштадтом и Свинемюнде.
31 декабря 1847 (12 января 1848) года был уволен с морской службы с чином капитана 2-го ранга, а 9 (21) октября 1847 года поступил на службу в почтовое ведомство в чине коллежского асессора. В 1850 году по предложению Морского учёного комитета, не оставляя службы в почтовом ведомстве, поступил в управители канцелярии учёного комитета и начал заведывать редакцией «Морского сборника» (до 1853 года).
12 (24) мая 1854 года завершил службу в Учёном комитете.
5 (17) января 1863 года был уволен из почтового ведомства чином  статского советника.
Скончался 21 апреля (3 мая) 1870 года. Погребён на Смоленском православном кладбище.

## Работы
В «Записках Гидрографического департамента» были опубликованы следующие работы писателя:
- «Биография корпуса флотских штурманов поручика Пахтусова»;
- «Распоряжения по управлению генерал-гидрографа и занятия гидрографического депо. С 1827 по 1837 г.»;
- «Распоряжения и занятия гидрографического департамента морского министерства. С 1837 по 1852 г.».

В «Морском сборнике» 1852, 1853, 1868 и 1869 годов были опубликованы следующие работы писателя:
- «Несколько слов о праздновании столетия морского кадетского корпуса»;
- «Биографии: адмирала П. Ф. Анжу, вице-адмиралов Павла Ивановича Сущёва и М. Ф. Рейнике, капитана 1-го ранга С. И. Елагина; капитан-лейтенанта И. Н. Сущева»;
- «Замечания на статью: из записок севастопольца»;
- Большое количество рецензий на морские сочинения.

Также с 1828 года писатель публиковался в российских периодических изданиях, в том числе в «Северной пчеле» и «Военном энциклопедическом лексиконе». Отдельно издал: «Крушение французского линейного корабля „Сюперб“» (СПб., 1834) и «Некрологию генерал-майора Броневского» (СПб., 1835).